# کسانتن
کسانتن (به آلمانی: Xanten) یک شهر در آلمان است که در نوردراین-وستفالن واقع شده‌است.

## خصوصیات
کسانتن ۲۱٬۴۳۴ نفر جمعیت دارد.

## خواهرخوانده
شهرهای بیت ساحور، ژل، سنت، شرانت-ماریتیم و سالزبری خواهرخوانده‌های کسانتن هستند.